# Dave Sarachan
David Sarachan, né le 7 juin 1954 à Rochester dans l'État de New York, est un joueur américain de soccer devenu entraîneur.

## Biographie

### Jeunesse et études scolaires
Dave Sarachan est né à Rochester, il est diplômé de Brighton High School en 1972. Il a ensuite joué deux ans au soccer au Monroe Community College, puis il étudie à l'université Cornell. Il a également évolué au sein de l'équipe de soccer de l'université de 1975 à 1976.

### Carrière de joueur
Après son cursus universitaire, en 1976, il rejoint les Lancers de Rochester en NASL. Après deux saisons aux Lancers, il rejoint la MISL, un championnat d'indoor soccer. Il a joué avec quatre franchises le Spirit de Pittsburgh, les Stallions de Buffalo, le Blast de Baltimore et les Comets de Kansas City entre 1978 et 1982.

## Palmarès

### En club
- Avec  Fire de Chicago
  - Vainqueur de la MLS Supporters' Shield en 2003
  - Vainqueur de la Coupe des États-Unis en 2003 et 2006

### Distinctions personnelles
- Élu meilleur entraîneur de la Major League Soccer en 2003